# Hermann Göring
Hermann Wilhelm Göring (ur. 12 stycznia 1893 w Rosenheimie, zm. 15 października 1946 w Norymberdze) – niemiecki oficer i działacz nazistowski, jeden z twórców i głównych postaci hitlerowskiej III Rzeszy, zbrodniarz nazistowski. As myśliwski z czasów I wojny światowej, w latach 1933–1945 minister lotnictwa Rzeszy, w latach 1935–1945 dowódca niemieckiego lotnictwa wojskowego (Luftwaffe). W latach 1928–1945 poseł do Reichstagu. Od 10 kwietnia 1933 do 23 kwietnia 1945 premier Prus, największego niemieckiego kraju związkowego. Był jedną z najważniejszych osób, które umożliwiły zbudowanie potęgi Adolfa Hitlera. Po zakończeniu II wojny światowej został skazany przez trybunał norymberski na karę śmierci; przed jej wykonaniem popełnił samobójstwo.

## Życiorys

### Dzieciństwo i młodość

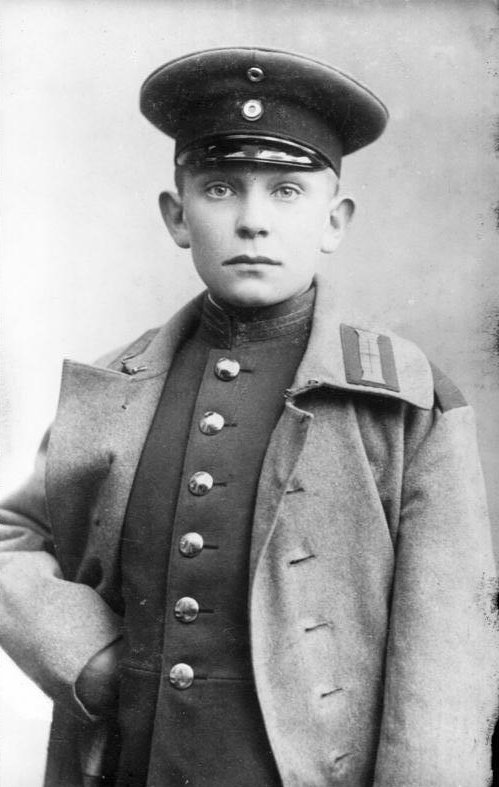
Göring, 1907 (14 lat)

Urodził się 12 stycznia 1893 w Sanatorium Marienbadzkim w Rosenheimie, w Bawarii. Był drugim synem (czwartym dzieckiem, po Karlu, Oldze i Pauli) z drugiego małżeństwa Heinricha Ernsta Göringa, prawnika, dyplomaty i komisarza Niemieckiej Afryki Południowo-Zachodniej, następnie konsula generalnego na Haiti oraz Franziski z domu Tiefenbrunn. Później urodził im się jeszcze jeden syn (Albert), a Heinrich Göring miał ponadto pięcioro dzieci z pierwszą żoną, która zmarła. W 1896 roku Heinrich wrócił do Niemiec na emeryturę. Cała rodzina ostatecznie połączyła się w ówcześnie podberlińskim Friedenau, gdzie mieszkali pięć lat. Z Afryki również powrócił bardzo zamożny kawaler i przyjaciel Heinricha (pochodzący z rodziny żydowskiej) – Hermann Epenstein (w okresie 1908–1919 używający nazwiska Ritter von Mauternburg), który był chrzestnym całej piątki dzieci Heinricha. Epenstein kupił mały zamek, zwany Veldenstein, położony koło Norymbergi i zaprosił całą rodzinę Göringów do zamieszkania z nim. Hermann później wspominał Veldenstein jako gniazdo rodzinne; ukształtowały go romantyczne zamki i teutońskie legendy. Matka Hermanna prawie piętnaście lat była kochanką Epensteina. W 1913, po tym, jak Epenstein zawarł związek małżeński Göringowie musieli opuścić zameczek Veldenstein i przeprowadzili się do Monachium, gdzie żyli bardzo skromnie.
Hermann był wydalany ze wszystkich szkół z powodu nadmiernej skłonności do bójek i zbyt nieugiętego charakteru. Uczył się m.in. w szkole o zaostrzonej dyscyplinie w Karlsruhe, później w szkole kadetów w Berlinie-Lichterfelde. Po ukończeniu szkoły z doskonałym wynikiem i praktyce otrzymał stopień podporucznika w 1912 roku.

### As myśliwski
Brał czynny udział w I wojnie światowej, początkowo służąc w piechocie. Na skutek choroby uniemożliwiającej mu dalszą służbę polową uzyskał przeniesienie do lotnictwa. Od 1915 roku służył w eskadrze rozpoznawczej FFA 25, a następnie w AFA 203 jako obserwator lotniczy, następnie ukończył kurs pilotażu i został pilotem myśliwskim w eskadrze Jagdstaffel 5.
Pierwsze zwycięstwo powietrzne odniósł 16 listopada 1915. W 1916 roku został zestrzelony i po wyleczeniu z ran powrócił w listopadzie 1916 do latania w eskadrze Jagdstaffel 26. 7 lipca 1918, po śmierci Wilhelma Reinharda, Göring został mianowany dowódcą 1. dywizjonu myśliwskiego (Jagdgeschwader nr 1), dawnego dywizjonu Manfreda von Richthofena. Podczas wojny Göring odniósł 22 zwycięstwa powietrzne, uzyskując tytuł asa myśliwskiego Cesarstwa Niemieckiego, został też odznaczony najwyższym orderem Pour le Mérite (w 1918 roku). Zakończyła się wojna, którą Niemcy przegrały i w końcu 1919 roku Göring został zdemobilizowany w honorowym stopniu kapitana. Mógł zacząć służbę w Reichswehrze, ale nie chciał tego jako przeciwnik republiki.
Po wojnie, zgodnie z żądaniem aliantów, niemieckie siły lotnicze zostały rozwiązane, ale on chciał nadal latać. Jako as myśliwski często odwiedzał zakłady producentów lotniczych i testował samoloty, dzięki czemu je poznał. Podjął się zademonstrowania samolotu Fokker na wystawie lotniczej w Kopenhadze, w zamian za co mógł go zatrzymać na własność. Został w Danii przez większość 1919 roku, wykonując zarobkowo loty dla publiczności. Następnie pracował podobnie w Szwecji. Był również przedstawicielem producenta spadochronów. Miał ambicję otrzymania oficjalnego stanowiska w lotnictwie. Dowiedział się, że w Szwecji będzie założona cywilna linia lotnicza Svensk-Lufttrafik, w której po kilku próbach został pilotem w 1920 roku. Jako pilot z długim doświadczeniem był wynajmowany do transportowania w prywatnych lotach przedsiębiorców i innych ważnych osób. Po jednym z takich lotów, w zimie na początku 1920 roku, poznał na zamku Rockelstad pięć lat starszą od siebie baronową Carin von Kantzow, chorowitą i nieszczęśliwą mężatkę. Niedługo później Carin pozostawiła męża oraz siedmioletniego syna Thomasa i zamieszkała z Göringiem w Sztokholmie. Otrzymała rozwód, a 3 lutego 1923 zawarli w Monachium związek małżeński i zamieszkali razem w Bawarii.

### Związki z narodowymi socjalistami

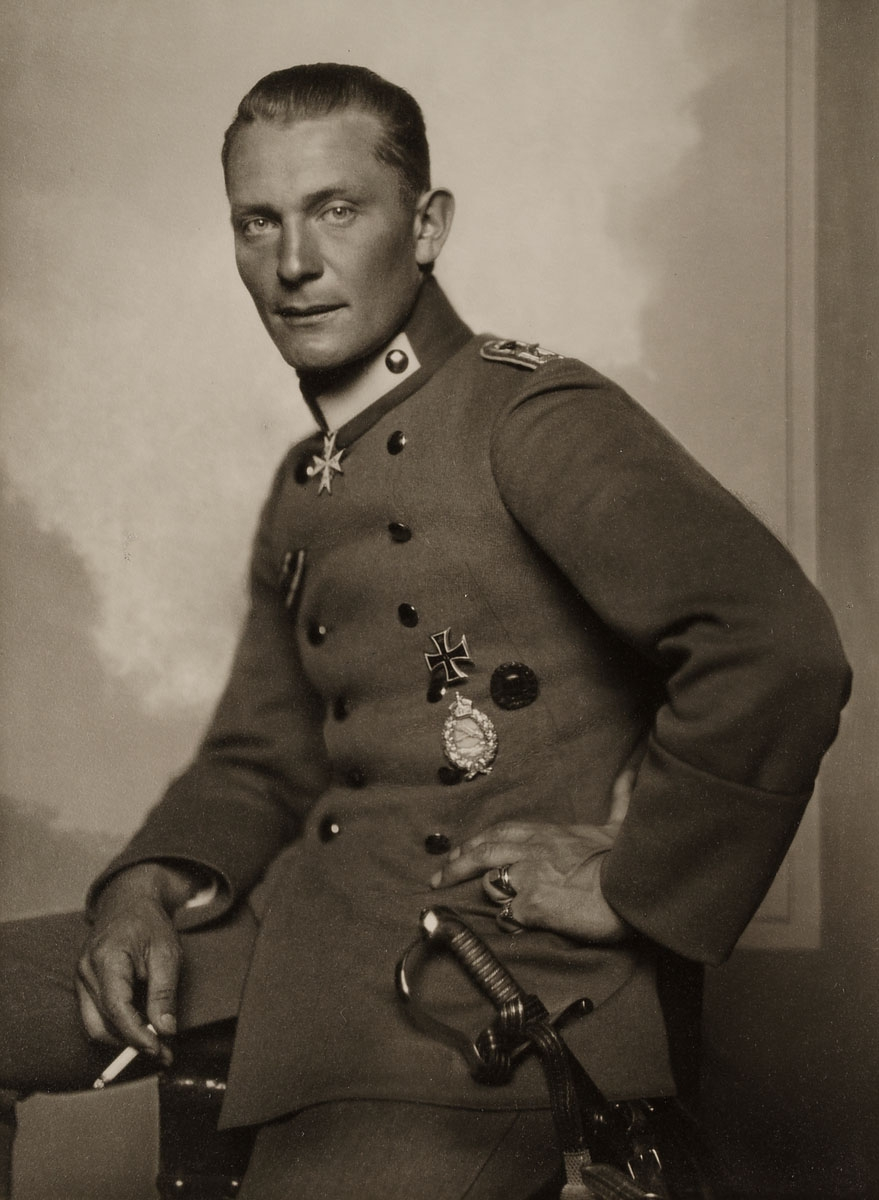
Göring 1918

W kwietniu 1919, w trakcie rewolucji listopadowej została na krótko utworzona w Bawarii socjalistyczna Bawarska Republika Rad. Ponieważ większość kierownictwa Bawarskiej Republiki Rad była pochodzenia żydowskiego, spowodowało to wywołanie w narodzie niemieckim skojarzenia, że bolszewizm i judaizm były zasadniczo tym samym. W niedalekiej przyszłości miało to skutkować w Niemczech upowszechnieniem silnych postaw antysemickich, które dodatkowo wzmacniała legenda o ciosie w plecy. W Bawarii, bogatej oraz tradycyjnie konserwatywnej części Niemiec i największym kraju związkowym Niemiec po Prusach, również mieszkali ludzie, którzy mieli już niedługo stanowić trzon kierownictwa ruchu narodowosocjalistycznego: Hitler, Ernst Röhm, Rudolf Hess i Heinrich Himmler.
W 1921 roku Göring podjął studia uniwersyteckie w Monachium, na wydziale nauk politycznych. Żył z żoną z pieniędzy, które otrzymywała ona od swojej rodziny. Odczuwał, że traktat wersalski uczynił z wyróżniającego się oficera biedaka żyjącego na łasce żony. Dodatkowo jesienią 1922 roku Francuzi dostarczyli rządowi niemieckiemu listę przestępców wojennych z żądaniem wydania ich, a Göring figurował na tej liście. W Monachium w końcu 1922 roku poznał Adolfa Hitlera i jeszcze w tym samym roku wstąpił do partii NSDAP. Formalnie na początku 1923 roku Hitler powierzył mu dowodzenie SA (oddziałem szturmowym), partyjną bojówką. Göring otrzymał możliwość dowodzenia ludźmi, a Hitler już długi czas szukał dowódcy, który wyróżnił się podczas ostatniej wojny i dlatego cieszyłby się wysokim autorytetem. Od początku Göring intensywnie i z sukcesami pracował nad reorganizacją SA. Dla organizacji był cennym nabytkiem: bohaterem lotnictwa, pochodził z dobrego domu, miał dobre maniery i umiejętność zjednywania sobie ludzi.
Carin i Göring udali się w podróż poślubną do Włoch. Następnie zamieszkali w Obermenzing, przedmieściu Monachium, gdzie kupili nowo zbudowaną willę przy Döbereinerstrasse 30. Zakup domu oraz mercedesa sfinansował wciąż kochający były mąż Carin. Sama Carin również została zwolenniczką ruchu nazistowskiego.
8 i 9 listopada 1923 Göring uczestniczył w nieudanym zamachu stanu Hitlera – puczu monachijskim, jako szef bojówek SA. Rozpoczął pucz, gdy w stalowym hełmie wysiadł z kabrioletu i wymachując szablą wbiegł bocznym wejściem do piwiarni Bürgerbräukeller. 9 listopada w czasie zajść został ranny, poważnie postrzelony w pachwinę i upadł na ulicy. Szturmowcy przenieśli go do pobliskiego (żydowskiego) domu, gdzie został prowizorycznie opatrzony i przechowany. Wieczorem został potajemnie zabrany z tego tymczasowego schronienia i dotarł do kliniki znajomego. Został wydany nakaz jego aresztowania. Göring błagał swoją żonę Carin, by uratowała go przed uwięzieniem. Z Garmisch, w pobliżu austriackiej granicy, przyjechali znajomi i zabrali go do swojego domu, jednak zabrudzona rana nie chciała się wygoić. Carin próbowała wywieźć Göringa do bezpiecznej Austrii, co nie udało się i został aresztowany. Został umieszczony pod ochroną strażników w szpitalu w Garmisch i dał policji słowo honoru, że nie będzie próbował nadal uciekać. Ostatecznie z pomocą sympatyków został przetransportowany samochodem z łóżka szpitalnego do granicy z Austrią, którą przekroczył, posługując się fałszywym paszportem. Transportujący go ludzie udawali policjantów, którym wydano rozkaz zabrania go, dzięki czemu uniknął aresztowania i więzienia. W Austrii, w Innsbrucku jego rana była leczona, a na zwalczanie bólu otrzymywał morfinę. Od czasu postrzelenia uważał się za bezpłodnego. Władze bawarskie wydały za nim list gończy, a majątek Göringów w Rzeszy został skonfiskowany. W 1924 roku, zgodnie z instrukcjami otrzymanymi od przebywającego w więzieniu Landsberg Hitlera, odbudowywał partię w Wiedniu. Austriackie władze, obawiając się kłopotów spowodowanych obecnością Göringa, poprosiły go o opuszczenie Austrii. W końcu kwietnia 1924 razem z Carin udał się do Włoch, gdzie z polecenia Hitlera bezskutecznie usiłował spotkać się z włoskim przywódcą Benito Mussolinim, który wówczas nie był zainteresowany takim spotkaniem. Zadaniem Göringa było zachęcenie Mussoliniego do finansowego wsparcia nadwerężonego ruchu nazistowskiego. Następnie wyjechali do Szwecji i zamieszkali u rodziców Carin. Göring cierpiał na zaniki pamięci i nie mógł już żyć bez morfiny. Sytuacja była tak zła, że nieraz w momentach głodu narkotycznego tracił kontrolę nad sobą. Następnie w Szwecji leczył się w jednej z klinik psychiatrycznych z narkotycznego uzależnienia, w które popadł w czasie leczenia szpitalnego po postrzale w pachwinę. Nie wyleczył się jednak i później każdego roku przechodził leczenie odwykowe. W opinii wystawionej przez lekarza szwedzkiej kliniki Göring był brutalnym i histerycznym pacjentem z bardzo słabym charakterem, o skłonnościach samobójczych i depresyjnych, egocentrykiem, antysemitą. Nie wykryto u niego żadnych oznak choroby umysłowej i 7 października 1925 został wypisany ze szpitala. Oficjalnie został uznany za wyleczonego, ale codziennie wstrzykiwał sobie do 50 miligramów morfiny. O jego uzależnieniu miała wiedzieć tylko Carin, jednak w późniejszym okresie nie udało się tego utrzymać w całkowitej tajemnicy.
Powrócił do Niemiec jesienią 1927 roku, po ogłoszonej amnestii politycznej. Osiadł w Berlinie i ugruntował swoją pozycję pośrednika w przemyśle lotniczym. Chciał odzyskać dowództwo nad SA i ponownie zająć się polityką. Włączył się aktywnie w działania partii nazistowskiej, dzięki posiadanym kontaktom towarzyskim ułatwił jej uzyskanie wpływów pośród tzw. „sfer wyższych”. Od maja 1928 był nieprzerwanie posłem do Reichstagu z ramienia NSDAP, która zdobyła w tych wyborach tylko 12 z 491 miejsc. Po wyborach we wrześniu 1930 znowu zasiadł w Reichstagu, a naziści zdobyli 107 z 577 miejsc. W wyborach w lipcu 1932 naziści uzyskali 230 mandatów na 608 miejsc, a od sierpnia 1932 Göring był przewodniczącym Reichstagu. W listopadzie 1932, w kolejnych wyborach naziści zdobyli tylko 196 miejsc na 584, ale Göring utrzymał stanowisko przewodniczącego parlamentu, jako reprezentant najliczniejszej jego frakcji. W ciągu następnych miesięcy wspomagał wywieranie nacisku na prezydenta Paula von Hindenburga, by nominował Hitlera na kanclerza Rzeszy. Osobiste działania Göringa odegrały bardzo dużą rolę w umożliwieniu Hitlerowi przejęcia władzy. Jako deputowany do Reichstagu obracał się w kręgach przemysłowców, wielkiej finansjery i najbardziej wpływowych kręgach arystokracji.
Göringowie prowadzili bujne życie towarzyskie, które zostało przerwane śmiercią Carin w październiku 1931. Wkrótce Göring poznał swoją przyszłą drugą i zarazem ostatnią żonę.

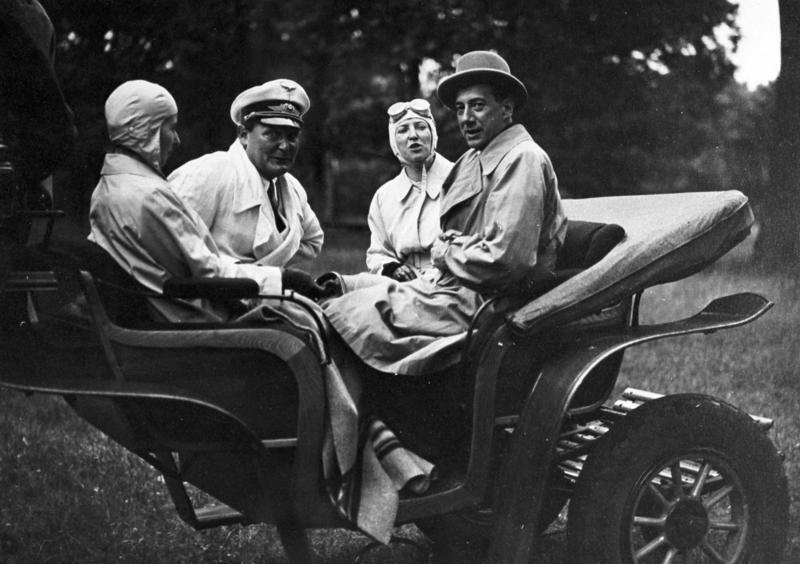
Göring i Józef Beck wraz z żonami, lipiec 1935

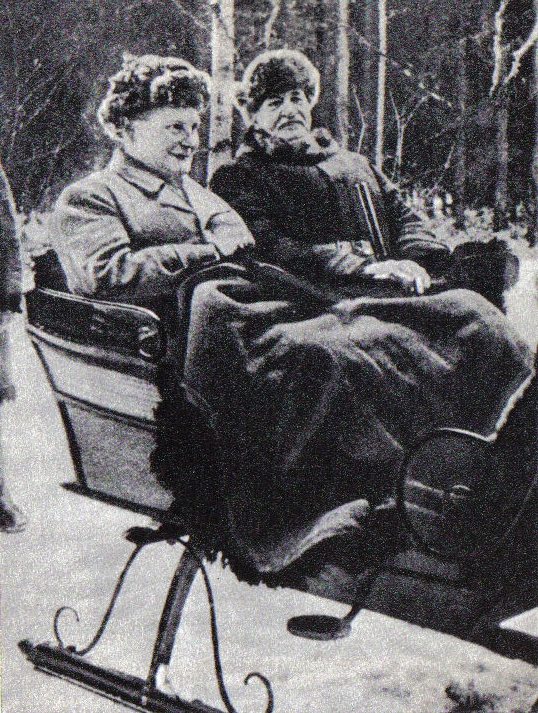
Göring i Ignacy Mościcki na polowaniu, 1937

Do 1933 roku bardzo utył, a jego waga wynosiła do 127 kg (przy wzroście 178 cm). W końcu 1933 roku ważył już 140 kg. Tył mimo zażywania tabletek odchudzających, a dodatkowo cierpiał na bezsenność. Nie przypominał już dawnego, smukłego kapitana lotnictwa. Po przejęciu przez nazistów w styczniu 1933 władzy w Niemczech zaczął szybko i bezwzględnie przejmować władzę nad pruską policją i administracją państwową. Objął stanowisko ministra spraw wewnętrznych Prus i 17 lutego 1933 wydał rozkaz, by przy najmniejszej prowokacji policja strzelała ostrą amunicją. 22 lutego 1933 ustanowił tzw. policję pomocniczą (Hilfspolizei), liczącą 50 000 funkcjonariuszy (w tym 25 000 członków SA i 15 000 członków SS), co usankcjonowało prawnie nazistowski terror wobec przeciwników politycznych i przeniosło ciężar finansowania tych funkcjonariuszy z partii na państwo. Kierował terrorem wobec przeciwników nazistów po pożarze Reichstagu z 27 na 28 lutego 1933. Już 28 lutego ogłosił nowe prawo wyjątkowe: „dekret o ochronie narodu i państwa”. W Rzeszy zapanował permanentny stan wyjątkowy i zostały zawieszone elementarne prawa. Szybko awansował w 1933 roku na ministra bez teki w rządzie Adolfa Hitlera, następnie w kwietniu na ministra lotnictwa Rzeszy i na premiera Prus (ostatniego). 10 kwietnia 1933 z polecenia Göringa została utworzona rządowa agencja Forschungsamt (oficjalnie Urząd Badawczy Ministerstwa Lotnictwa Rzeszy), w celu podsłuchiwania rozmów telefonicznych, przechwytywania korespondencji radiowej i łamania szyfrów. Jako szef rządu pruskiego Göring w tym samym roku utworzył Gestapo (Tajną Policję Państwową), początkowo tylko dla prowincji pruskiej i zorganizował pierwsze niemieckie obozy koncentracyjne w Oranienburgu i Papenburgu. Służyły one nowej władzy do przetrzymywania przez czas nieokreślony i bez wyroku sądu osób uznanych za niewygodne. Na mocy rozkazów Göringa do obozów byli wysyłani przeciwnicy polityczni, homoseksualiści i Świadkowie Jehowy. W razie potrzeby Göring przeistaczał się z lwa salonowego w człowieka brutalnego i bezwzględnego.
Göring stworzył własną ochronę osobistą, „drużynę policyjną do zadań specjalnych”. Liderzy nazizmu starali się zagarniać dla siebie każde oficjalne stanowisko, budując swoje prywatne imperia. Zgłaszali pretensje do prerogatyw innych działaczy. Göring m.in. wyrwał departament leśnictwa z ministerstwa rolnictwa i w lipcu 1934 został mianowany inspektorem lasów Rzeszy oraz łowczym Rzeszy (urząd pełnił do 1945 roku). Był zapalonym myśliwym i promował łowiectwo. Na tabliczce zawieszonej w jego gabinecie był napis: „Kto dręczy zwierzęta, rani istotę mentalności niemieckiej”. Stał się właścicielem umeblowanego, komfortowego mieszkania ze służbą przy berlińskim Kaiserdamm. Pieniądze nie odgrywały dla niego już żadnej roli, kompletnie przestał liczyć się z wydatkami. Powszechnie był nazywany „Grubym Hermannem” albo „królem Słońcem Trzeciej Rzeszy”.
Przywódcy nazistowscy żywili wobec siebie brak zaufania, a w otoczeniu Hitlera tworzyły się przymierza. Göring najbardziej obawiał się niezwykle wpływowego nazisty Ernsta Röhma, a Heinrich Himmler dysponował oddziałami SS i nienawidził Röhma. Obaj w końcu rozpoznali wspólny interes i stworzyli przymierze przeciw Röhmowi. W 1934 roku wraz z Himmlerem kierował akcją „noc długich noży” (29 na 30 czerwca), w czasie której dokonano likwidacji przeciwników i osób niewygodnych dla Hitlera, szczególnie z kierownictwa SA. Ponadto Göring zdławił wszelką opozycję polityczną wobec Hitlera. To on umożliwił Hitlerowi zdobycie władzy dyktatorskiej.
W końcu stycznia 1935 spotkał się w Warszawie z marszałkiem Józefem Piłsudskim.

### Dowódca Luftwaffe
Göring od początku 1935 roku był naczelnym dowódcą nowo powołanego lotnictwa wojskowego (Luftwaffe). W tym czasie nastąpiły przygotowania do wojny – szkolenia pilotów, tworzenie „lotnisk sportowych”, m.in. lotnisko koło Rastenburga (ob. Kętrzyn). Od 1936 roku Göring wdrażał tzw. „plan zdobycia niezależności surowcowej” przez Niemcy. Niemiecki przemysł potrzebował ogółem trzydzieści pięć surowców, z których trzydzieści trzy musiały być importowane. Między Göringiem a Hjalmarem Schachtem doszło do walki o sprawowanie kontroli nad niemiecką gospodarką, mimo że Göring był kompletnym ignorantem w sprawach gospodarczych. W jej wyniku następcą Schachta na stanowisku ministra finansów Rzeszy został Walther Funk, człowiek Göringa. Od 18 października 1936 Göring był komisarzem Planu Czteroletniego. Stał się gospodarczym dyktatorem Niemiec. Jego bezwzględna realizacja pozwoliła na błyskawiczne odrodzenie potencjału militarnego Niemiec. Od 1937 roku kierował państwowym koncernem górniczo-hutniczym o nazwie Reichswerke Hermann Göring. Moc produkcyjna tych zakładów później była zwiększana o obiekty przemysłowe znajdujące się w okupowanych krajach. Ponieważ priorytet ponad codzienną konsumpcją miała produkcja zbrojeniowa, Göring przestawił naród niemiecki na sztuczne produkty zastępcze (tzw. ersatz). Nie zważając na sprzeciwy, forsował linię polityki Hitlera. Skutkiem takiego postępowania było obniżenie stopy życiowej społeczeństwa, przede wszystkim w zakresie budownictwa mieszkaniowego i zaopatrzenia w artykuły spożywcze.

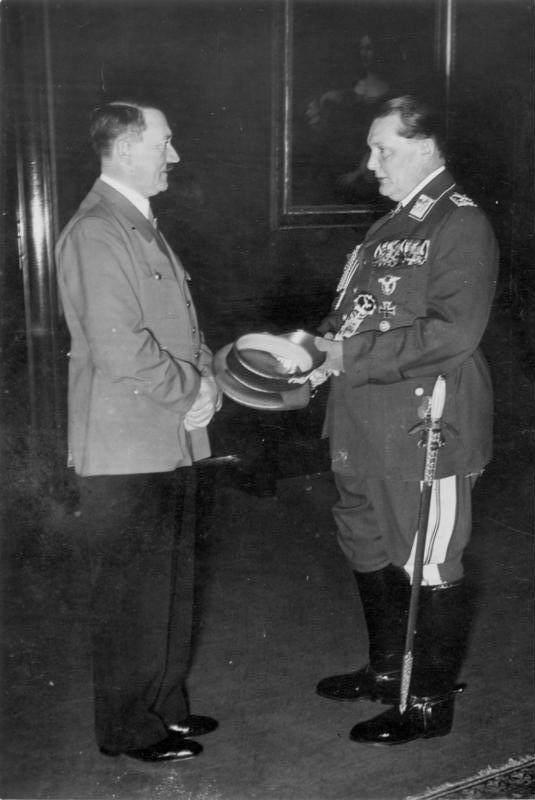
Adolf Hitler i Göring, 1940

W latach 1935–1936 Göring z polecenia Hitlera nawiązał ożywione kontakty z przedstawicielami rządu polskiego, m.in. podczas polowania w Puszczy Białowieskiej, w celu wysondowania możliwości wspólnego ataku na ZSRR (w lutym 1936 polował w Białowieży wraz z gen. dyw. Kazimierzem Fabrycym). W 1937 roku otrzymał tytuł marszałka polnego. Brał udział we wcieleniu w 1938 roku Austrii do III Rzeszy (anschluss Austrii). Otrzymywał od niemieckich przedsiębiorców ogromne wpłaty, które uczyniły go osobą bardzo zamożną. Był człowiekiem rozpustnym i skłonnym do korupcji: „Po prostu jestem człowiekiem renesansu, lubię przepych”. Jego siłą napędową była bezgraniczna żądza władzy. Walczył o kolejne stanowiska i tytuły. Był chciwy, próżny i zarozumiały, jednak jego wielką zaletą była umiejętność zachowania zimnej krwi w decydujących momentach. Tak jak inni zbierają na przykład znaczki pocztowe, Göring gromadził ordery, urzędy i dzieła sztuki.
Göring miał ambicję zostania głównodowodzącym niemieckich sił zbrojnych. 4 lutego 1938 został awansowany do stopnia feldmarszałka Luftwaffe, a po sukcesach lotnictwa wojskowego w 1939 i w 1940 roku, Adolf Hitler 19 lipca 1940 nadał Göringowi specjalnie dla niego utworzony tytuł marszałka Rzeszy (niem. Reichsmarschall) – najwyższy stopień wojskowy w III Rzeszy, odpowiednik generalissimusa w innych państwach. Göring znany był ze swojego zamiłowania do tytułów, orderów, biżuterii, specjalnie projektowanych dla siebie ostentacyjnych mundurów i do zbieranych (w późniejszym okresie kradzionych z podbitych krajów) dzieł sztuki oraz luksusowego trybu życia. Już wcześniej, w 1939 roku Hitler wyznaczył Göringa swoim następcą. Göring był jedną z najbardziej popularnych osób w III Rzeszy. Przed 1939 rokiem Göring i Hitler głównie polowali za pośrednictwem handlarzy na okazyjne wyprzedaże dzieł sztuki z majątków Żydów, którzy uciekali przed prześladowaniami nazistów. Od wybuchu II wojny światowej obaj rabowali już na ogromną skalę dzieła sztuki z okupowanych krajów. W pewnym momencie doszło nawet do wojny między handlarzami wysyłanymi przez Hitlera a wysłannikami Göringa, aż w końcu Hitler musiał przywołać tego drugiego do porządku i ustalić hierarchię dotyczącą handlarzy dzieł sztuki. Sporządzony wiele lat po wojnie spis zagarniętych przez Göringa obrazów, rzeźb i tkanin zawiera około 1400 pozycji. Z prywatnych powodów Göring nie chciał rozpoczynać wojny, ponieważ zdobył tak ogromny majątek i osiągnął tak wysoką pozycję w państwie, że wojna mogłaby temu zagrozić. Nie był „hazardzistą” jak Hitler. Bał się wojennej konfrontacji, dlatego wolał kontynuować szantaż przy europejskich stołach konferencyjnych, tak skuteczny dotychczas. Nie był orędownikiem pokoju, lecz miał uzasadnioną obawę, że agresywna polityka Hitlera w końcu zniszczy III Rzeszę i jego świat. O ile przed wybuchem wojny podejmował różne próby, by jej zapobiec, gdy już trwała, chciał uczynić wszystko, by ją wygrać.

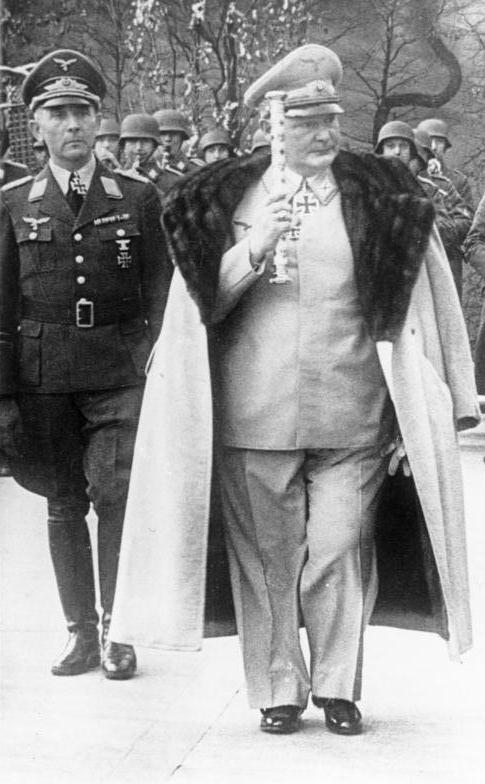
Paul Conrath i Göring (z laską marszałkowską), 1942

Niemal wszystkie zarządzenia i ustawy antyżydowskie noszą podpisy Göringa. Na przełomie marca i kwietnia 1941 połączył cywilny resort gospodarki z wojskowym, zlecając nowemu urzędowi opracowanie radykalnego programu eksploatacji terytoriów zajętych na Wschodzie, które miały żywić Niemców, doprowadzając jednocześnie do śmierci głodowej milionów wschodnich jeńców wojennych i cywilów (plan głodowy). 31 lipca 1941 roku Heydrich otrzymał formalne upoważnienie do sformułowania ostatecznego rozwiązania kwestii żydowskiej, następnie opracowane podczas konferencji w Wannsee. W tym okresie Göring chciał prezentować się przed Hitlerem jako człowiek okrutny i brutalny, gotowy do każdego działania zaostrzającego położenie europejskich Żydów.
W listopadzie 1941 odebrał sobie życie Ernst Udet, główny inspektor do spraw lotnictwa, którego Göring obarczył wyłączną winą za fatalny stan Luftwaffe. W trakcie działań wojennych ujawniła się niedostateczna znajomość Göringa stanu technicznego myśliwców i bombowców. Jego gwiazda bardzo przyblakła po niezapobieżeniu ewakuacji aliantów z Dunkierki w 1940 roku (operacja Dynamo), klęsce wojskowego lotnictwa niemieckiego w bitwie o Anglię (Hitler stracił wówczas całkowite zaufanie wobec Göringa), a szczególnie po zbombardowaniu w 1943 roku ośrodka rakietowego w Peenemünde. Wówczas szef sztabu wojsk lotniczych gen. płk Hans Jeschonnek, nie mogąc dłużej współpracować z Göringiem, 18 sierpnia 1943 popełnił samobójstwo w kwaterze polowej koło Gołdapi. Uzależnienie Göringa od narkotyku (morfiny) stale się pogłębiało, co miało też wpływ na wydawane rozkazy i było częściową przyczyną dużych strat Luftwaffe. Podczas przedłużających się narad, gdy morfina przestawała działać, po prostu zasypiał. Göring później często przebywał w kwaterze Hitlera w Wilczym Szańcu, jednak Hitler chciał mieć coraz mniej z nim do czynienia. Coraz częściej krytykował go, nie tylko w cztery oczy: „Pańska Luftwaffe to świński chlew! [...] Ta Luftwaffe jest nic niewarta. To pańska wina. Jest pan za leniwy”. Jednak, kierując się względami „polityczno-państwowymi”, nie odebrał Göringowi dowództwa. Göring wciąż cieszył się niesłabnącą popularnością narodu i był towarzyszem Hitlera z najdawniejszych lat partii. Hitler twierdził, że trudno było o lepszego doradcę w sytuacjach kryzysowych.
Gdy w styczniu 1945 wojska radzieckie zbliżyły się do Schorfheide, Göring wysłał żonę i córkę do Bawarii. Jednocześnie pilnował ewakuacji do Berchtesgaden zagrabionych przez siebie dzieł sztuki. 20 kwietnia 1945 ostatni raz spotkał się z Hitlerem, następnie opuścił Berlin i wyjechał na południe Niemiec. Z Obersalzbergu w ostatniej fazie II wojny światowej, 23 kwietnia 1945 o godzinie 22.00 zaproponował telegramem oblężonemu w Berlinie Hitlerowi oddanie władzy, za co ten jeszcze tego samego dnia kazał pozbawić go wszelkich stanowisk i aresztować pod zarzutem zdrady stanu, a w przypadku swojej śmierci rozstrzelać. Już 23 kwietnia w nocy Göring został ujęty przez oddział SS. Mimo iż 30 kwietnia 1945 r. Hitler popełnił samobójstwo, co w świetle wcześniejszego rozkazu miało skutkować egzekucją Göringa, nie został on stracony. Prawdopodobną przyczyną był fakt, że lada chwila mogły pojawić się wojska amerykańskie i dowódca SS-manów nie chciał brać na siebie odpowiedzialności za wykonanie egzekucji marszałka Rzeszy. Został uwolniony 5 maja z zamku w Mauterndorf przez przypadkową jednostkę niemieckich wojsk lotniczych. Pod koniec wojny Göring łudził się, że zachodni alianci będą pragnęli współpracować z nim i umieszczą go w nowym niemieckim rządzie. Wierzył, że wystąpi w nowej, historycznej roli. Bezskutecznie usiłował spotkać się z dowódcą sił alianckich Dwightem Eisenhowerem.

### Ujęcie, proces i śmierć

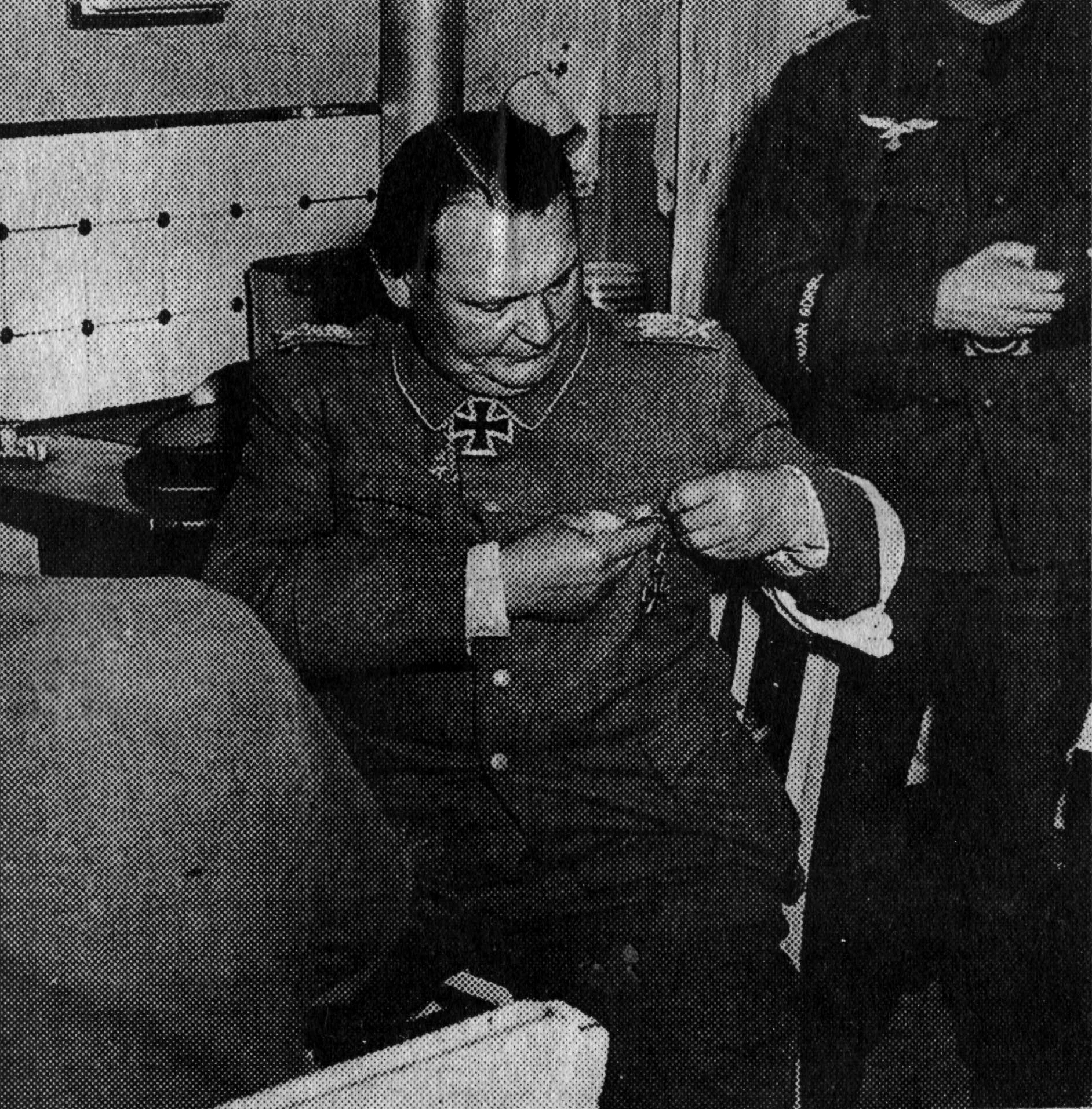
Göring w więzieniu podczas samodegradacji, 22 maja 1945

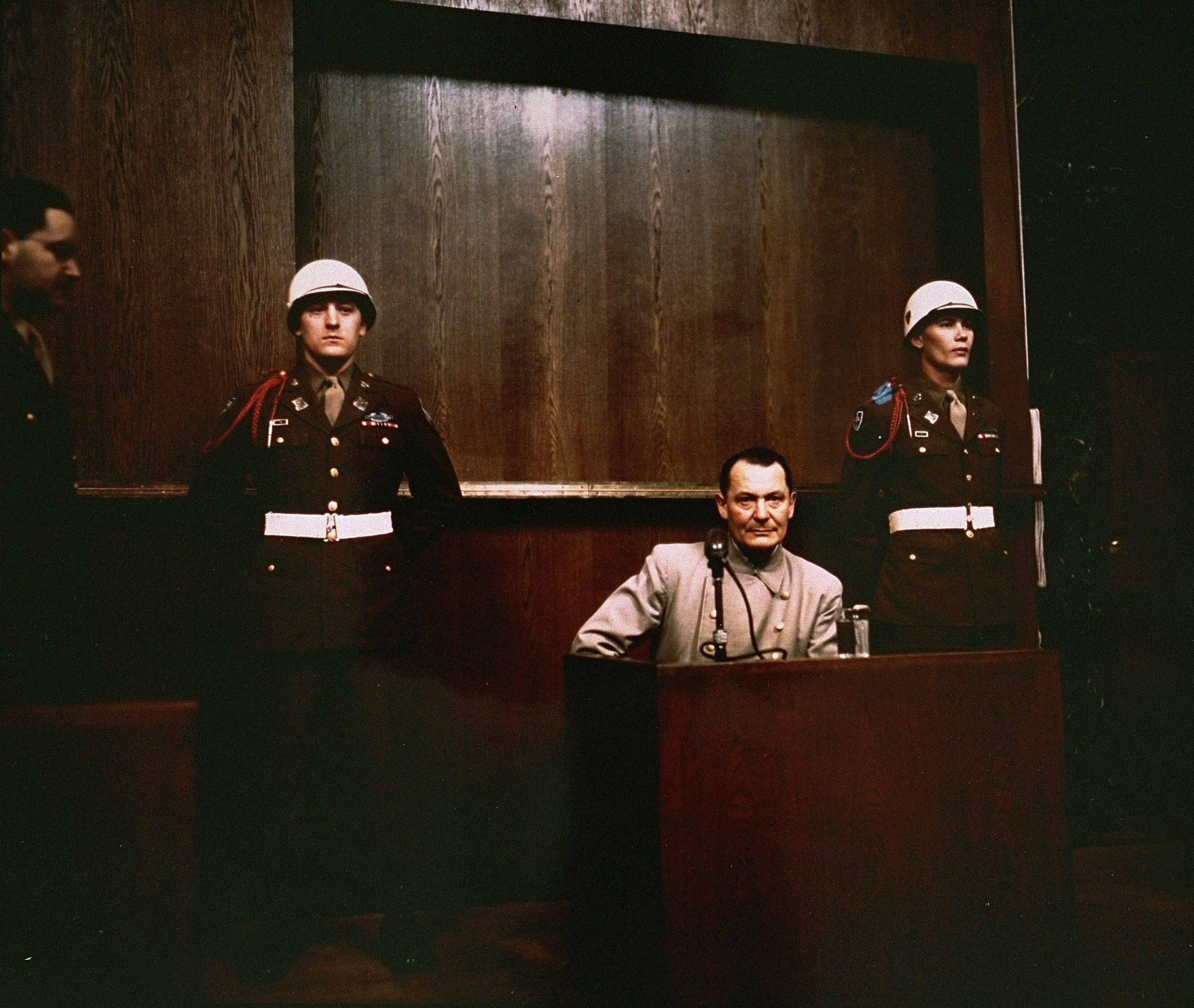
Göring w trakcie procesu, marzec 1946

Göring 8 maja 1945 w pobliżu zamku Fischhorn, położonego nad jeziorem Zeller w Austrii, dobrowolnie oddał się w ręce wojsk amerykańskich. Do czasu rozpoczęcia procesu został internowany wraz z innymi osadzonymi w Luksemburgu, w miejscowości Bad Mondorf. Był bardzo zdumiony, gdy dowiedział się, że stanie przed międzynarodowym trybunałem i będzie sądzony za zbrodnie wojenne. Ostatni okres swego życia podsumował: „Przynajmniej żyłem jak należy przez dwanaście lat”.
Był najwyższym rangą nazistą, który miał odpowiedzieć za swe czyny. Po zakończeniu wojny był sądzony przez Międzynarodowy Trybunał Wojskowy w Norymberdze. Psycholog więzienny Gustave Gilbert podczas swoich badań na osadzonych ustalił ich iloraz inteligencji (IQ) – Göring miał wynik 138 (trzeci co do wysokości wśród oskarżonych). Jako najwyższy rangą dygnitarz nazistowski, był m.in. pod zarzutami deportacji milionów robotników przymusowych do Rzeszy Niemieckiej, udziału w intensywnej i wyniszczającej eksploatacji ekonomicznej okupowanych krajów, grabieży dzieł sztuki z całej Europy na wielką skalę (oraz zawłaszczenia sporej części tych dóbr dla siebie), prowadzenia akcji prześladowania Żydów, a w szczególności grabieży ich majątku, udziału w planowaniu agresji na Czechosłowację i inne kraje, zbrodni w czasie wojny powietrznej, którą kierował (m.in. w 1939 roku Göring był inicjatorem bombardowań polskich miast i obiektów cywilnych pozbawionych znaczenia strategicznego, w czasie których poniosło śmierć wiele tysięcy osób). Ostatecznie uznany został za winnego zbrodni przeciwko ludzkości, zbrodni przeciwko pokojowi oraz zbrodni wojennych. Po odczytaniu aktu oskarżenia powiedział: „W sensie oskarżenia nie przyznaję się do winy”.
Cały czas utrzymywał, że nie popełnił zbrodni wojennych. Twierdził, że wszystko, co robił miało służyć jak najlepiej interesom Niemiec, w tym uzbrajanie Niemiec. W więzieniu został zmuszony do odstąpienia od narkotykowego uzależnienia, co przywróciło mu sprawność umysłową oraz spowodowało utratę wagi; schudł ze 150 kg do około 110 kg. Ogłoszenie 1 października 1946 wyroku kary śmierci przez powieszenie zrobiło na nim wstrząsające wrażenie. 15 października 1946 o godzinie 22.45, tuż przed wykonaniem egzekucji Göring popełnił samobójstwo, zażywając cyjanek potasu, który prawdopodobnie miał ukryty w szklanej fiolce umieszczonej w fajce.
Więzienne listy Göringa opublikowane w 1989 roku wskazują, że kapsułkę z trucizną dostarczyła mu osoba z personelu więzienia. Wcześniej bezskutecznie domagał się od Trybunału zamiany rodzaju kary z powieszenia na rozstrzelanie, gdyż uważał, że żołnierzowi nie przystoi zginąć w tak hańbiący sposób. Termin wykonania wyroków był utrzymywany w tajemnicy, jednak z pobliskiej sali gimnastycznej, która miała być miejscem straceń, dobiegały do cel odgłosy prac stolarskich. Gdy zakończyły się prace i zaległa cisza, skazańcy wiedzieli, że już wkrótce nastąpi koniec. Jego zwłoki zostały skremowane i wrzucone do rzeki, aby miejsce pochówku nie stało się celem pielgrzymek.

## Życie prywatne
Był protestantem, dobrym mówcą, cechowały go energia i bardzo dobra pamięć. Był przenikliwy, inteligentny i miał zdolności negocjacyjne. Z natury był człowiekiem pogodnym i wesołym. Miał młodszego brata Alberta Göringa, antynazistę.
W 1923 roku poślubił Carin von Kantzow, szwedzką arystokratkę (z domu baronównę v. Fock). Bardzo przeżył jej śmierć, która nastąpiła w Szwecji w październiku 1931, w wyniku powikłań gruźliczych. W 1934 Göring sprowadził do Carinhall zwłoki Carin i została pochowana w Niemczech.
10 kwietnia 1935 Göring poślubił swoją rówieśniczkę, niemiecką aktorkę Emmy Sonnemann. Ceremonia była kościelna, a wymiar aktu wagi państwowej podkreślił udział 30 tys. żołnierzy i niemieckich samolotów. Jego drużbą był Adolf Hitler. Mieli jedno dziecko (jedyne dziecko Göringa), córkę o imieniu Edda (1938–2018), której chrzestnym został również Hitler. Ponieważ Hitler był kawalerem, Emmy zaczęła zastępczo pełnić funkcję niemieckiej pierwszej damy.
Hitler z bardzo niewieloma osobami był po imieniu. Göring, mimo iż był jednym z najbliższych współpracowników, nie cieszył się tym przywilejem.
Jego bratanek, kapitan Heinz Göring zginął 29 lipca 1944 jako dowódca kompanii w bitwie pancernej w Pogorzeli k. Mińska Mazowieckiego.

## Rezydencje i kwatery
Göring posiadał liczne rezydencje i kwatery, w tym rezydencję dworek Carinhall koło Berlina; dwór myśliwski w Romintach (obecnie Krasnolesie); dom alpejski w Obersalzbergu, koło oficjalnej rezydencji Hitlera Berghof i kwaterę w Szerokim Borze na Mazurach. W Carinhall posiadał ogromną makietę kolejki elektrycznej, którą otrzymał w prezencie od Państwowego Teatru Pruskiego i którą lubił się bawić. Kaprysem Göringa było posiadanie w swej rezydencji lwów. Göringowie wychowali w sumie siedem lwów. Gdy pod koniec wojny Armia Czerwona zbliżała się do Berlina, rozkazał wysadzenie Carinhall w powietrze, ponieważ nie mógł znieść, że ktoś inny będzie mieszkać w jego rezydencji.

## Odznaczenia

### Niemcy
- Odznaka Złota Partii
- Krzyż Wielki Krzyża Żelaznego – 19 lipca 1940
- Pour le Mérite – 2 czerwca 1918
- Krzyż Rycerski Krzyża Żelaznego – 30 września 1939
- Królewski Order Rodu Hohenzollernów – 20 października 1917
- Krzyż Żelazny I klasy
  - pierwsze nadanie – 15 września 1915
  - okucie ponownego nadania (Wiederholungsspange) – 1939
- Krzyż Żelazny II klasy
  - pierwsze nadanie – 22 marca 1915
  - okucie ponownego nadania (Wiederholungsspange) – 1939
- Czarna Odznaka za Rany – 1918
- Odznaka Pilota Wojskowego (Prusy)
- Odznaka Pilota Wojskowego (III Rzesza)
- Gdański Krzyż I klasy – 1939

### Carstwo Bułgarii
- Order Świętych Cyryla i Metodego
- Krzyż Wielki z Gwiazdą i Diamentami Orderu Świętego Aleksandra
- Order Waleczności I klasy

### Królestwo Węgier
- Krzyż Wielki Orderu Świętego Stefana z Koroną

### Demokratyczna Republika Gruzji
- Order Królowej Tamary

### Dania
- Krzyż Wielki Orderu Danebroga z Diamentami – 6 sierpnia 1938

### Królestwo Włoch
- Krzyż Wielki Orderu Świętych Maurycego i Łazarza – 1938
- Krzyż Wielki Orderu Wojskowego Sabaudii – 27 listopada 1941
- Order Najwyższy Świętego Zwiastowania – 22 maja 1940
- Krzyż Wielki Orderu Orła Rzymskiego

### Hiszpania
- Wielki Łańcuch Orderu Imperialnego Jarzma i Strzał

### Imperium Osmańskie
- Gwiazda Gallipoli

### Królestwo Rumunii
- Order Michała Walecznego I klasy – 21 października 1941
- Krzyż Wielki Orderu Karola I

### Słowacja
- Krzyż Wielki Krzyża Zwycięstwa

### Finlandia
- Krzyż Wielki Orderu Białej Róży Finlandii z Mieczami –1941
- Krzyż Wielki Orderu Lwa Finlandii z Mieczami
- Krzyż Wielki Orderu Krzyża Wolności z Mieczami – 25 marca 1942

### Niepodległe Państwo Chorwackie
- Krzyż Wielki Orderu Korony Króla Zwonimira

### Królestwo Szwecji
- Krzyż Wielki Orderu Miecza – 2 lutego 1939

### Królestwo Jugosławii
- Krzyż Wielki Orderu Orła Białego

### Japonia
- Krzyż Wielki Orderu Kwiatów Paulowni – 1943 (Japonia)[99]